# Leptasterias austera
Leptasterias austera är en sjöstjärneart som först beskrevs av Addison Emery Verrill 1895.  Leptasterias austera ingår i släktet Leptasterias och familjen trollsjöstjärnor. Inga underarter finns listade i Catalogue of Life.